# People for the Ethical Treatment of Animals
|  | PETA redirigeix aquí. Per a altres significats, vegeu Peta (desambiguació). |

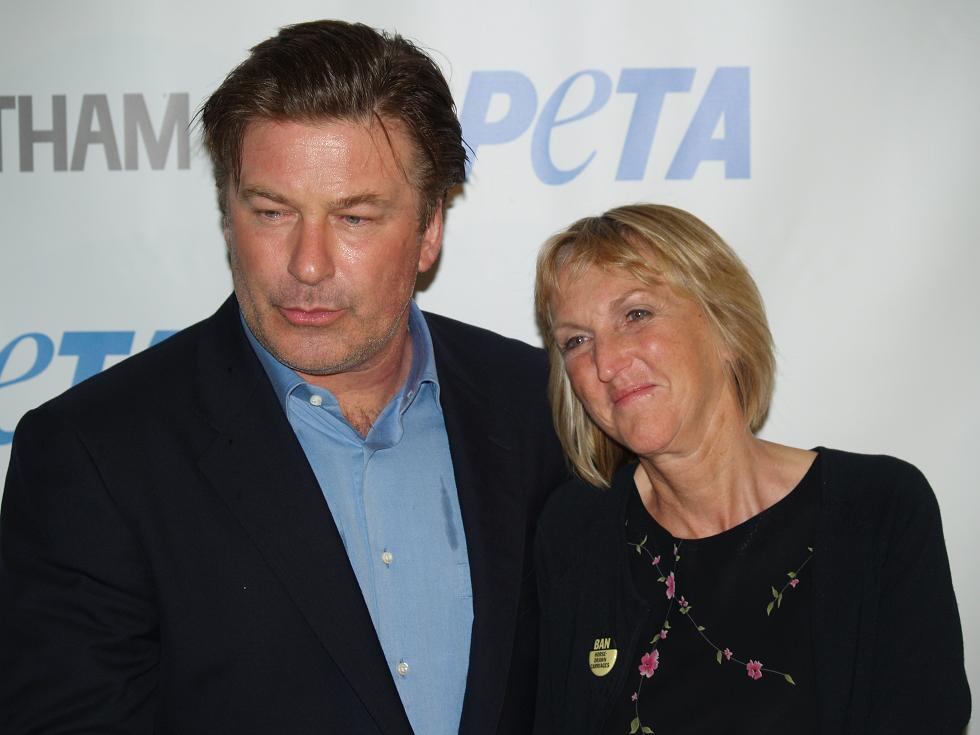
L'actor Alec Baldwin amb la presidenta de PETA, Ingrid Newkirk

People for the Ethical Treatment of Animals (en català, "Persones per l'ètica en el tracte dels animals"), més coneguda per la seva sigla PETA, és una organització de defensa dels drets dels animals. Fundada en 1980, té la seu en Norfolk (Virginia), 850.000 socis i més de 100 treballadors en tot el món. Fora dels Estats Units, té sucursals en el Regne Unit, l'Índia, Alemanya, Àsia i els Països Baixos. La presidenta internacional de PETA és Ingrid Newkirk.
La filosofia de PETA és que els "animals no són per a menjar-los, per a vestir-nos amb la seva pell, per a experimentar amb ells o per a servir-nos d'entreteniment". En suport d'aquesta posició, l'organització se centra principalment en quatre punts: la cria intensiva d'animals de granja, la vivisecció o els experiments amb animals, la cria d'animals per a obtenir la seva pell i els animals utilitzats en espectacles, així com la pesca, l'extermini d'animals considerats una plaga, els maltractaments als gossos i les baralles de galls. L'organització treballa en l'ensenyament públic, duu a terme investigacions clandestines i exerceix de grup de pressió davant el govern. També accepta animals, inclosos els gossos i gats rondaires, i els quals lliura a PETA els seus propietaris, buscant allotjament per a alguns.
En les seves campanyes en els països de parla hispana acostumen a treballar juntament amb AnimaNaturalis. Junts protagonitzen cada any manifestacions amb nus a Barcelona i a Pamplona, en Sanfermines. Recentment, van presentar campanyes amb la cantant espanyola Alaska i amb l'actriu argentina Marcela Kloosterboer.

## Perfil
PETA és una organització pels drets dels animals, el que vol dir, que a més de centrar-se en el benestar animal i qüestions relatives a la protecció d'aquests, rebutja la idea dels animals com a propietat, i s'oposa a totes les formes d'especisme, els assajos amb animals, el consum de productes d'origen animal, les granges factoria, així com l'ús d'animals com entreteniment o vestimenta, adorn o decoració.
La pàgina de l'organització afirma:
| «                                              | PETA creu que els animals... són capaços de patir i tenen interès a regnar sobre les seues pròpies vides; així mateix, no hi són nostres per a usar-los com menjar, vestimenta, entreteniment, experimentació o qualsevol altra raó. | » |
| — People for the Ethical Treatment of Animals, | |   |

## Persones relacionades
Algunes de les persones famoses que han donat el seu suport a alguna campanya de PETA són:
- Linda McCartney, intèrpret musical, compositora i fotògrafa[12]
- Alicia Silverstone, actriu i ex-model[13]
- Rise Against, banda de hardcore melòdic[14][15]